# 觀音堂佛祖廟

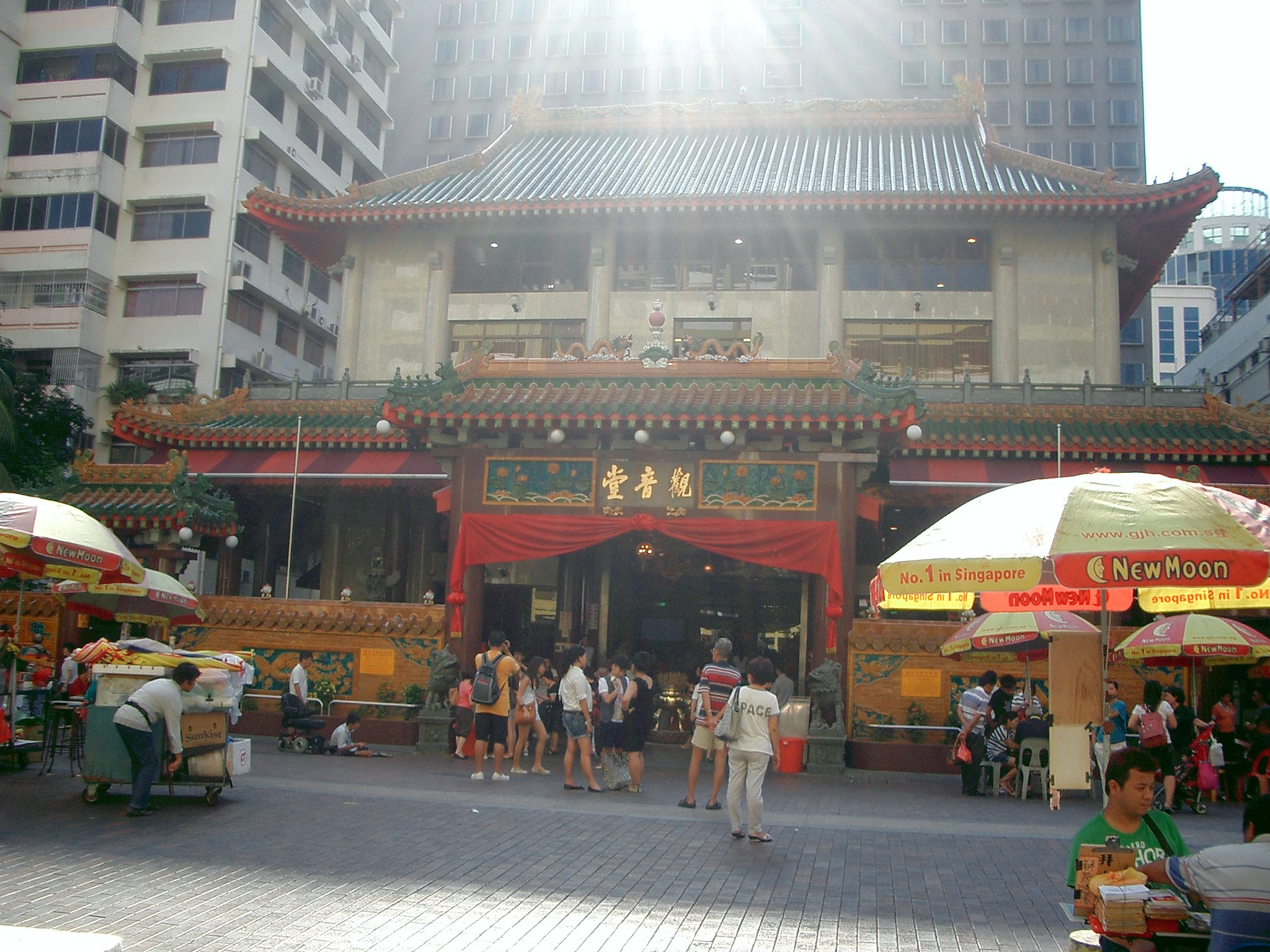
新加坡小坡四馬路觀音堂佛祖廟

觀音堂佛祖廟（Kwan Im Thong Hood Cho Temple），俗称四马路观音堂，位於新加坡小坡四馬路（现滑鐵盧街 Waterloo Street），門牌178號。先天道「南山上人」在1884年在此地弘法行醫。清朝光緒十年（1884年）蒲月（農曆五月）由一家叫“陈两成”的商号献地，众信徒捐款建廟；並在1893年歲桐月（農曆三月）重修，1982年再次重建。观音堂现由十人信托局管理。
觀音廟香火旺盛，廟堂内几乎每天都有大量人潮。周末、公共假期、和每月的农历初一十五都是庙堂的旺日。庙宇一年当中最重要的日子有四个：既农历年除夕，二月十九的观音诞、六月十九观音修道日及九月十九的观音成道日。
庙宇附近还设有其他宗教场所，例如克里斯南印度庙、奎因街的圣伯多禄圣保禄堂、马海阿贝犹太庙和Malabar Jama-ath清真寺。

## 廟史
自清光緒十年，先天道「南山上人」就在现庙址弘法行醫。觀音廟自光緒十年蒲月以来一直存在于“陳兩成”商号捐獻的现今位置上，并于光緒十九年桐月重建。庙宇原来的建筑是中国寺庙建筑和传统工艺的典范。原建筑的入口设计为通过门廊和带屏风的前厅穿过一个大型遮蔽庭院进入庙宇。在第二次世界大战期间，该地区的所有其他建筑物都遭到严重破坏，觀音廟却在日本飛機的空襲中只被爆炸威力震动了一下，幸免于难。庙宇当时为病人、伤员和无家可归者提供庇护。
1938年3月，华侨银行第一任主席徐垂青在觀音廟成立首个信托局，将现代管理方式引进观音堂，并担任首任主席。
1982年，由于前来参拜的信徒众多，寺庙需要增加客容量，因此耗资500多万元进行了大规模扩建。所有的神灵都被供奉在大殿的一个坛上，观世音菩萨身后摆放释迦牟尼佛像。其他神像的相对位置保持不变。新建筑总面积达1500平方米，相比原建筑大了约一倍，庙宇内部建有两个不同高度的独立屋顶的大空间。入口为一个大型中央山门，山门两侧设有两个较小的门口，门口装潢色彩丰富，使用了金黄色、红色、蓝色和绿色。在所有屋顶椽子的末端，绿色的地面上印有黄色的佛教卍字。屋顶的装饰比较拘束，屋脊的线条简单，带有寓意吉祥的装饰。寺庙大厅内的地砖原料由原先的陶瓷改为花岗岩。

### 新加坡双年展
在2006年举办的首届新加坡双年展期间，觀音廟被用作展示多位艺术作品的场所。展示的作品包括徐冰设计的地毯、蔡佳葳的莲花咒语、杉本博司的1001尊佛像和阿根廷艺术家Santiago Cucullu用新加坡四种官方语言书写的“请爱我”的标志。

## 宗教活动

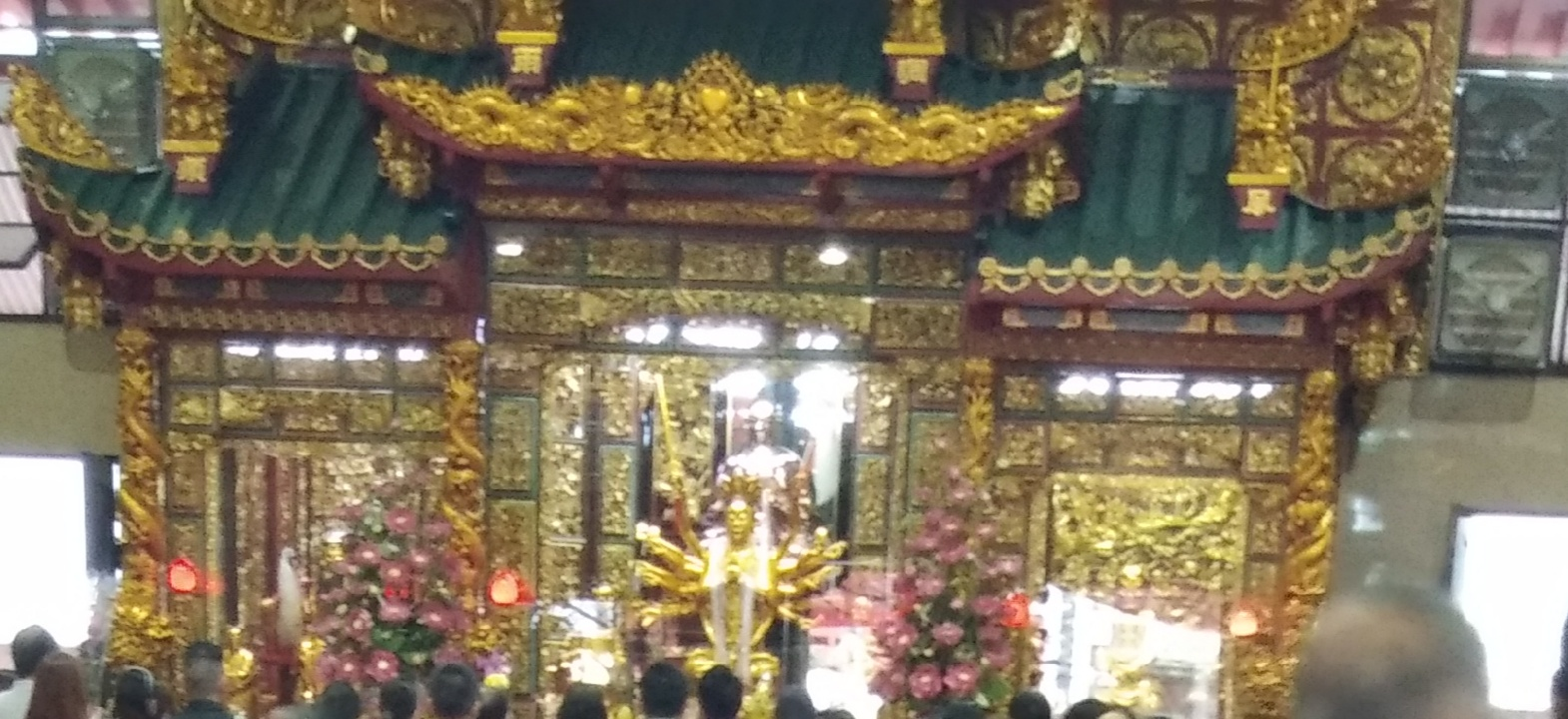

观音庙然是该地区的主要寺庙之一，成千上万的信经常徒前往寺庙祈求观音保佑。民间相传观音庙为新加坡最为灵验的寺庙之一，信徒们相信他们到寺里参拜后就会得到保佑，使其成为新加坡香火最旺盛的寺庙之一。不少香客每年会在正月的初一十五来观音庙参拜。每逢大年除夕，寺庙都会通宵开放，街上常常挤满信众并肩排队进入寺庙大殿向观音菩萨上香，抢插新年的头香，希望新的一年能有一个好的开始。这座寺庙以其被认为非常准确的卜卦服务而闻名。

### 参拜规矩
信徒到观音堂莫拜供奉的香烛禁止在大殿内燃烧，以免烟灰沾染大殿的天花板，庙宇为此在殿门口设香炉供香客使用；信徒也只能使用小香，不能用大香。庙宇在山门处摆有小香，香客自取，要捐献香油钱也随各人心意。此外，堂内不设焚烧金银纸的器具，香客也不允许在那里焚烧金银纸。

### 交叉参拜
觀音廟和临近的克里斯南印度庙有一种名为“交叉参拜”的习俗，觀音廟的信徒向来常常参拜克里斯南印度庙，反之亦然。两座寺庙都隶属于多神教：印度教和中国民间信仰，这一现象经常被视为新加坡多元宗教社会的缩影。1980年代后期，一位卖海南鸡饭的小贩向这间印度庙捐赠了一个价值约1000新元的大香炉，用来焚烧华人香客所上的香。印度庙的管理人员也在庙内增加了一尊观音像，并在寺庙大院内指定了一个区域供华人信徒烧香。

## 供奉神明
庙内供奉的神明包括：
中间：观世音菩萨（十八手观音/准提圣像）、龙女、善财童子
后面：释迦摩尼佛
左边：达摩祖师、太岁星君、齐天大圣
右边：华佗
二楼（不对外开放）：无生老母/瑶池金母

## 慈善事业
自1997年以来，庙宇以其频繁的慈善作业为著。它在四美设立了助学基金、一间洗肾中心、并且不分种族为人民提供医疗服务。此外，它还启动了一项全国健康检查计划，并于2000年通过捐赠150万新元在新加坡国立大学设立了一项计算机博士课程。观音庙还曾向新加坡国家肾脏基金会捐款，同时也经常赞助新加坡艺术界所举办的各类活动。